# Mouriri papillosa
Mouriri papillosa är en tvåhjärtbladig växtart som beskrevs av Thomas Morley. Mouriri papillosa ingår i släktet Mouriri och familjen Melastomataceae.
Artens utbredningsområde är Venezuela. Inga underarter finns listade i Catalogue of Life.